# Drogi Panie
Drogi Panie - singel Lao Che z albumu Gospel.

## Notowania
| Lista (2008)                       | Najwyższa pozycja |
| ---------------------------------- | ----------------- |
| Lista Przebojów Programu Trzeciego | 30                |